# Pęknięta
Pęknięta – skała w grupie Kamieni Brodzińskiego, znajdująca się na granicy wsi Rajbrot i Lipnica Murowana w województwie małopolskim, w powiecie bocheńskim, w gminie Lipnica Murowana. Pod względem geograficznym rejon ten należy do Pogórza Wiśnickiego w obrębie Pogórza Zachodniobeskidzkiego.
Kamienie Brodzińskiego znajdują się w lesie w szczytowych partiach wzniesienia Paprocka (także Paprotna), na obszarze Wiśnicko-Lipnickiego Parku Krajobrazowego i od 1962 roku są pomnikiem przyrody.
Pęknięta to złożona z dwóch bloków skalnych piaskowcowa skała znajdująca się po zachodniej stronie i poniżej położonego na szczycie Wielkiego Kamienia. Wraz ze skałą Skocznia tworzą grupę skalną, która w niektórych publikacjach nazywana jest Okrętem, gdyż w widoku od wschodu przypomina kształtem okręt typu koga. Pomiędzy dwoma blokami skalnymi Pękniętej jest obszerna i rozwarta szczelina, dołem mająca szerokość 3 m, górą kilkadziesiąt cm. Bloki skalne tworzące Pękniętą mają postać grzybów o długości 14 m i 5 m i szerokości odpowiednio 8 m i 4 m. Na pionowym przekroju grzybów widoczne są dwie warstwy piaskowca. Dolną warstwę tworzą nieregularnego kształtu płyty z różnymi typami warstwowania, przedzielone fugami i ciągiem jamistych struktur. Górną część grzybów tworzy zwarty, odporny na wietrzenie piaskowiec. Struktura obydwu grzybów jest bardzo zróżnicowana pod względem mikrorzeźby. Jest pod tym względem jedną z najbardziej oryginalnych skał piaskowcowych w polskich Karpatach, niestety ulega zniszczeniu wskutek uprawiania na niej wspinaczki.
Bocheński oddział Polskiego Towarzystwa Tatrzańskiego już w 1938 r. wykupił teren, na którym znajdują się Kamienie Brodzińskiego, by je chronić. Wówczas był to obszar bezleśny i z Kamieni Brodzińskiego rozpościerała się szeroka panorama widokowa.

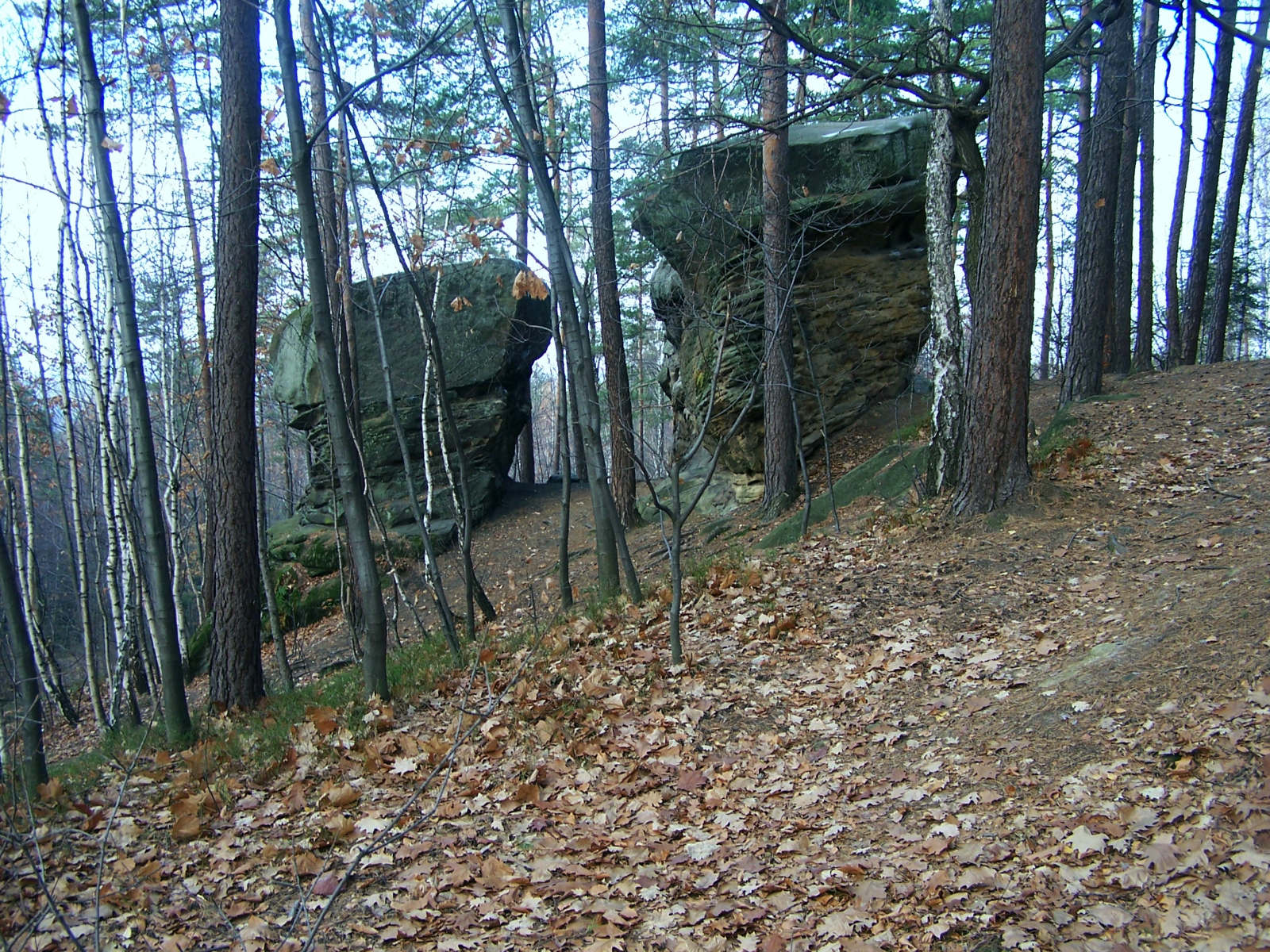
Skocznia i Pęknięta
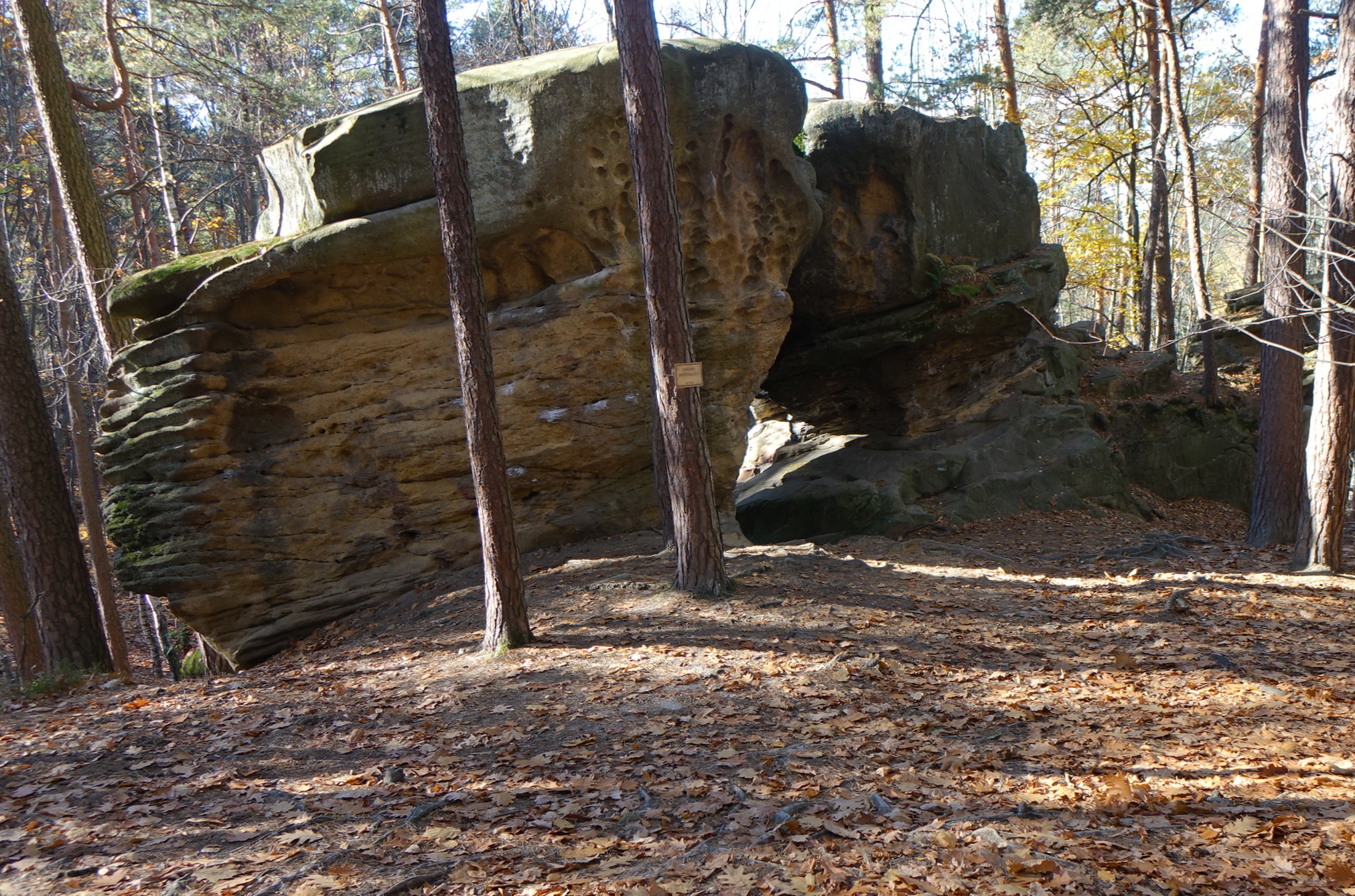
Pęknięta
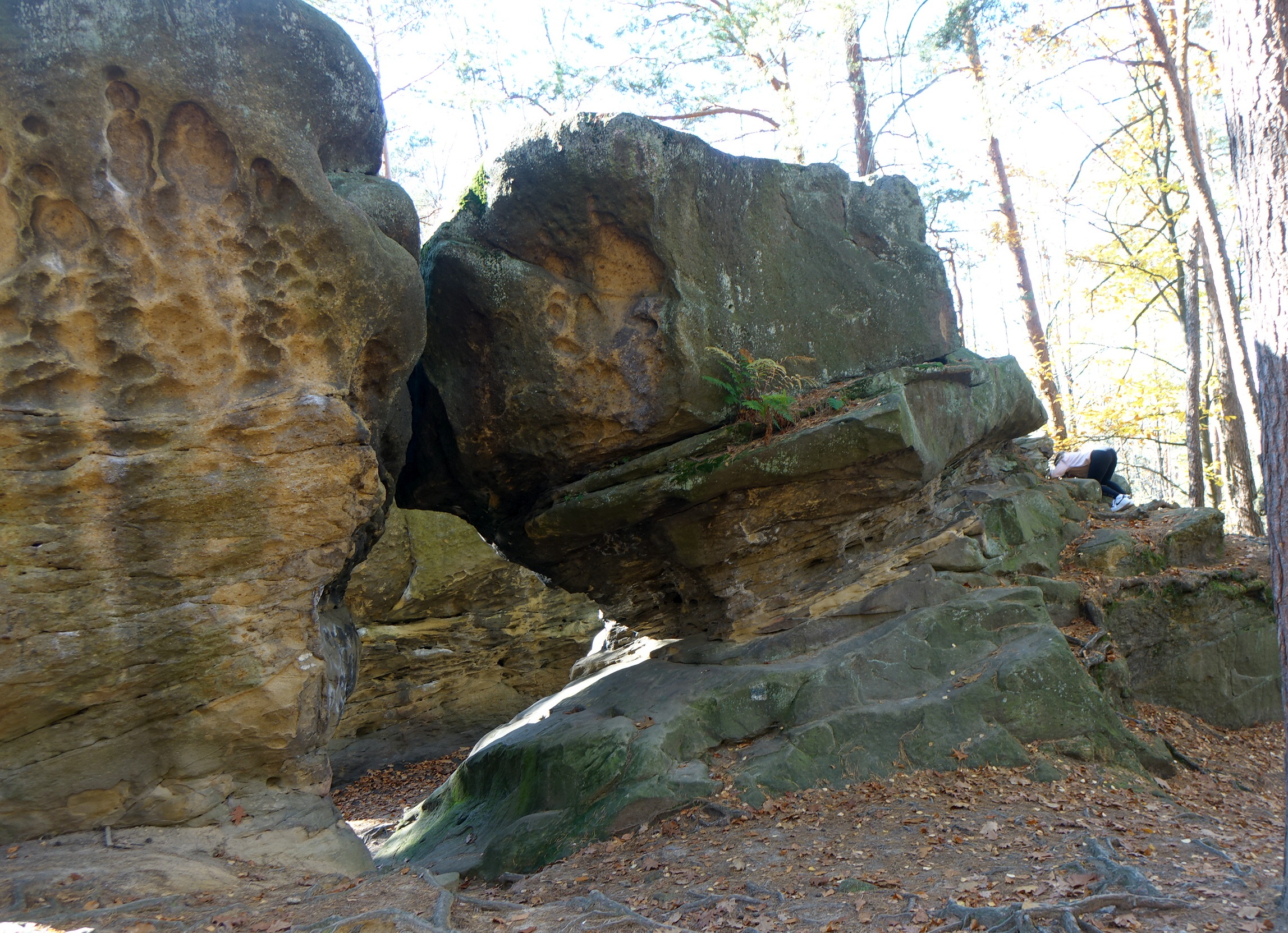
Pęknięta
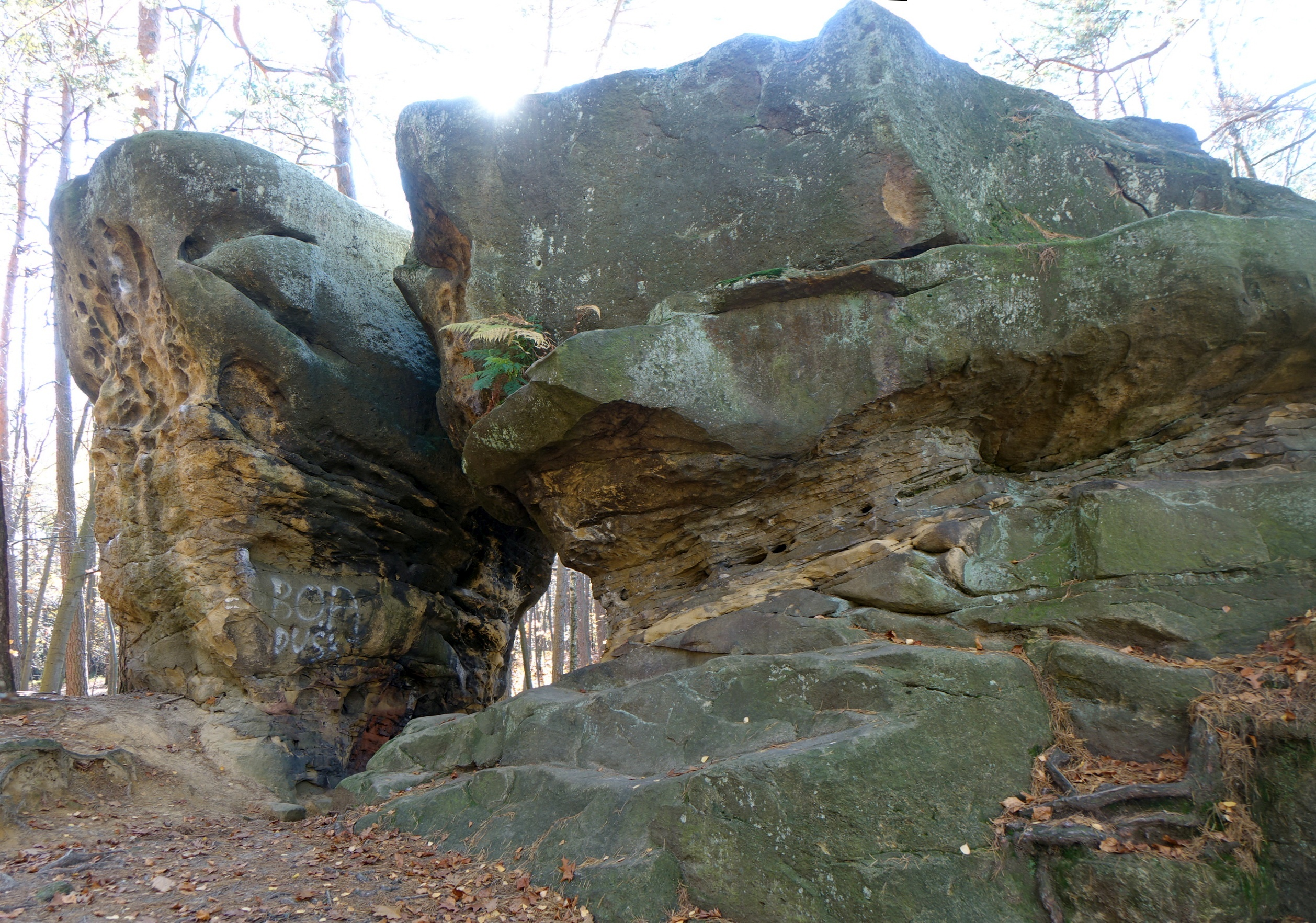
Pęknięta
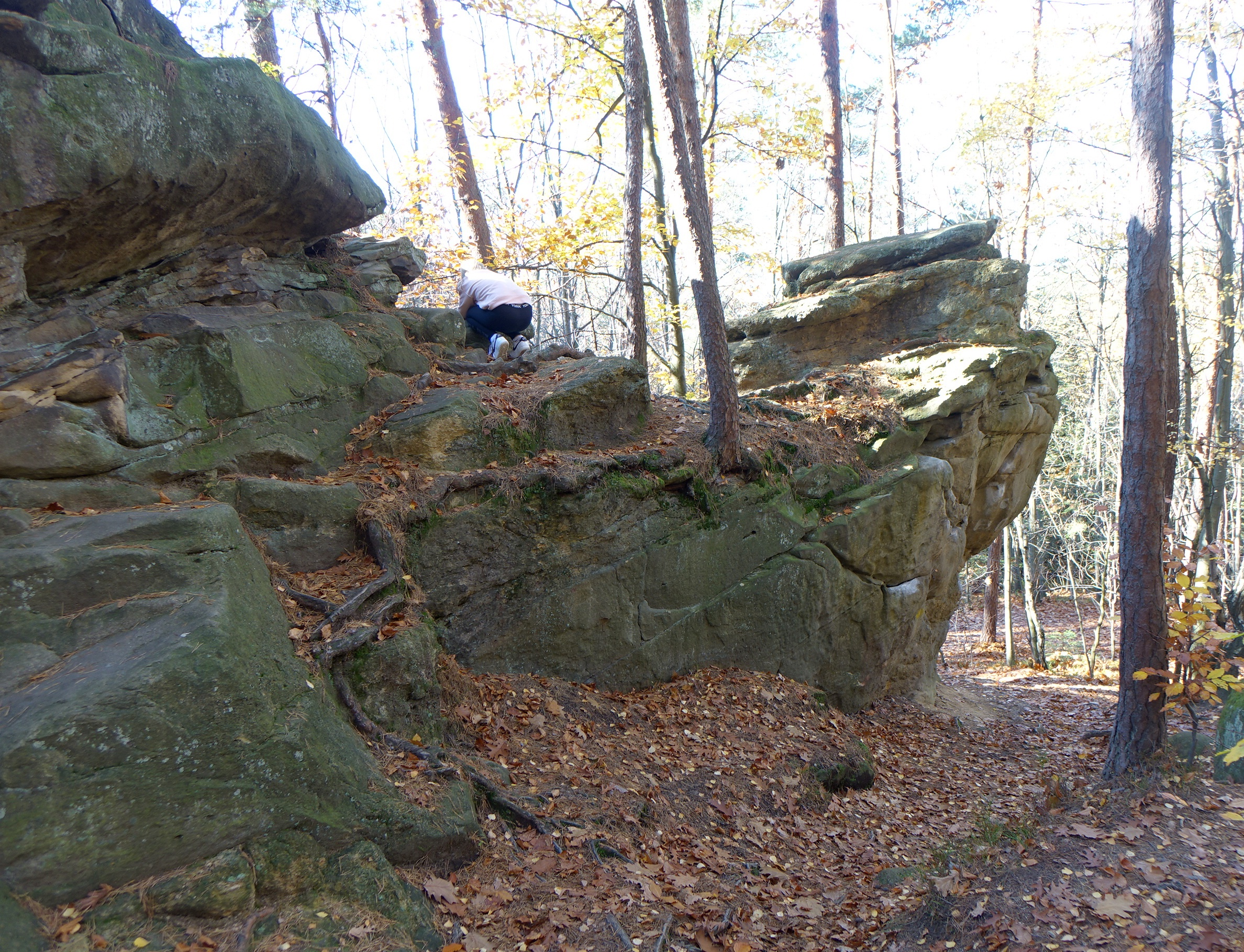
Pęknięta
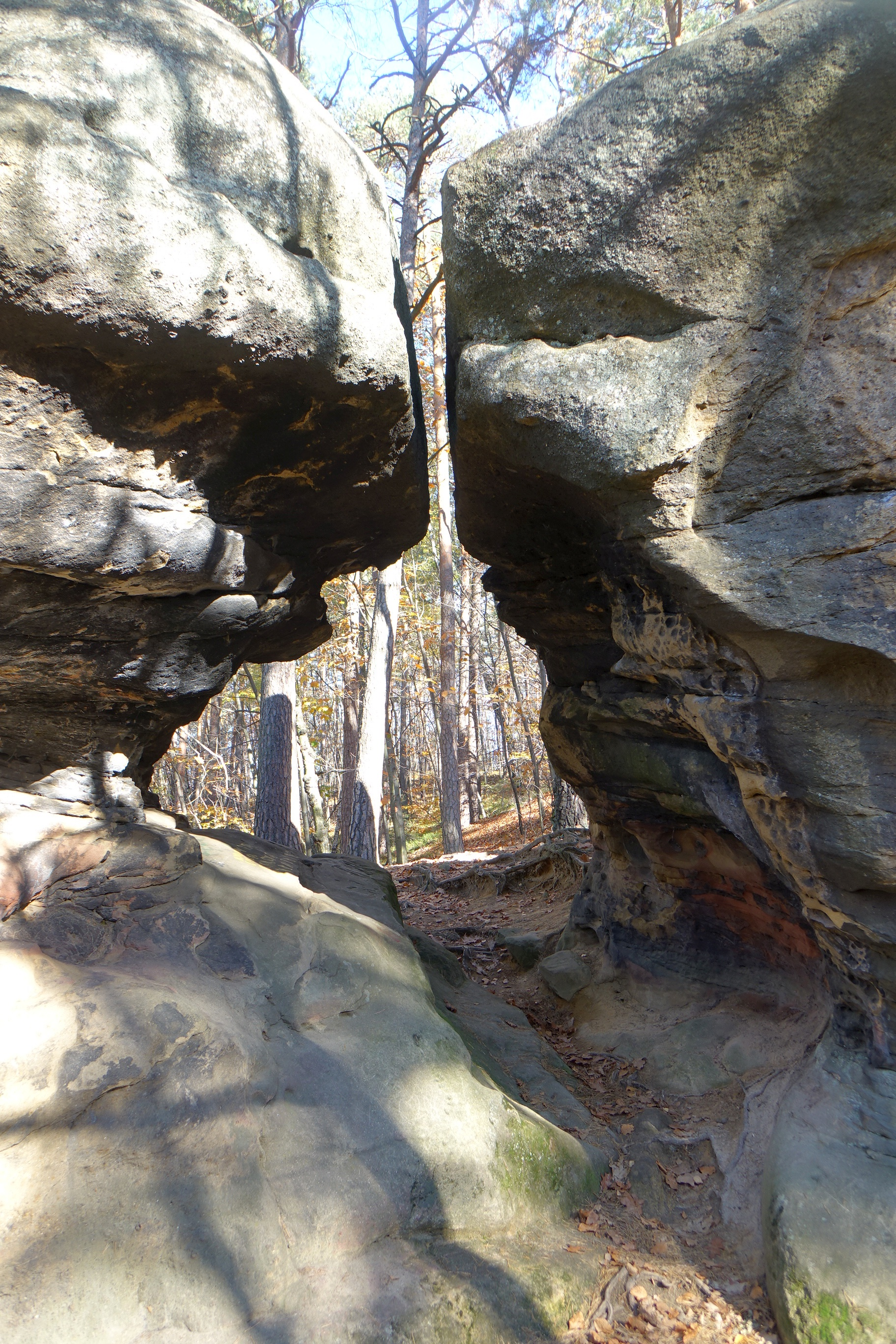
Pęknięta
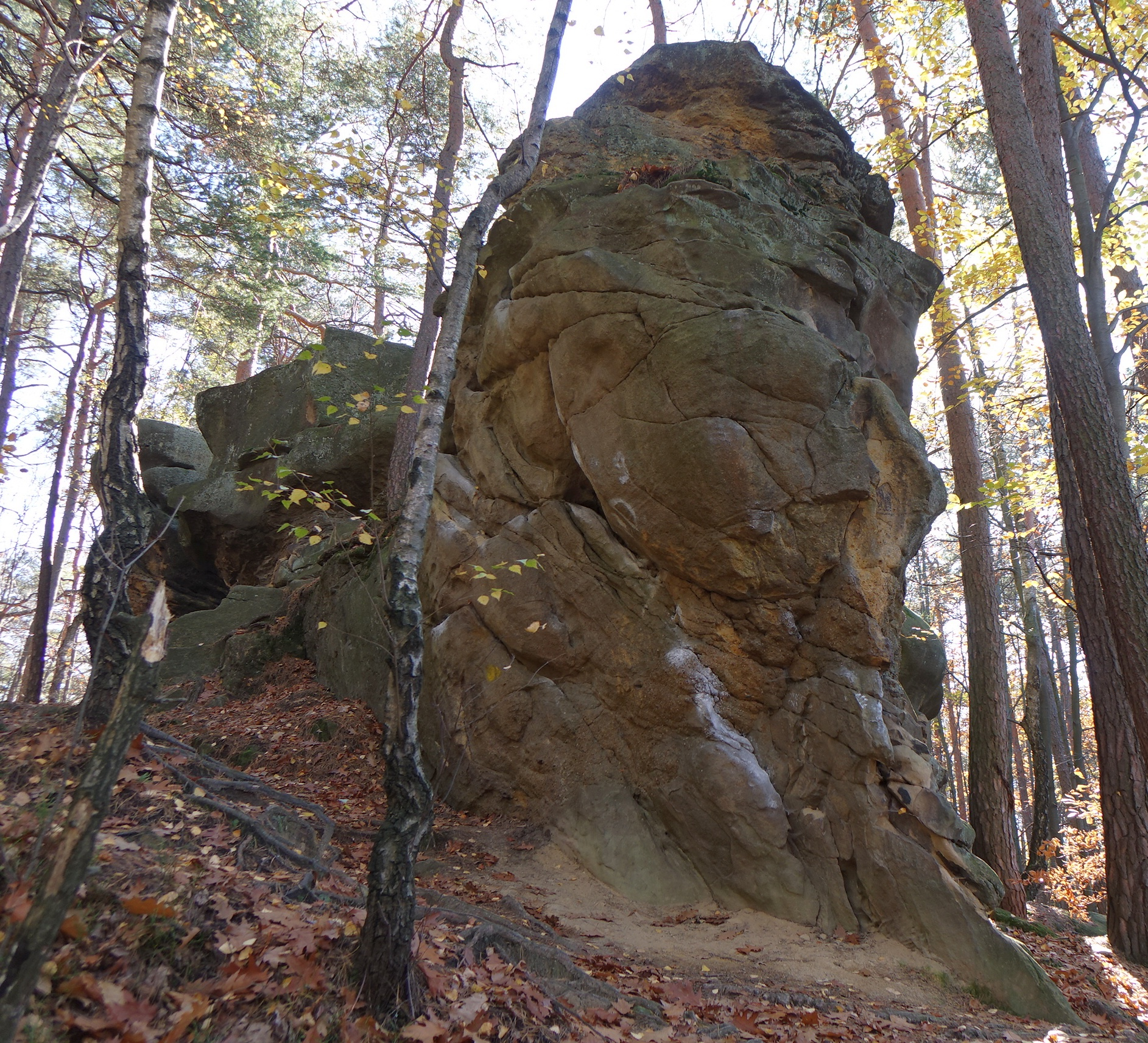
Pęknięta

## Bouldering
Na północnych, południowych i zachodnich ścianach obydwu skał Pękniętej, oraz na niskiej ściance po lewej stronie drogi Covboy, uprawiany jest bouldering. Wspinano się tutaj już w latach 90. XX wieku. Jest 25 dróg wspinaczkowych o trudności od 5 do 7b w skali francuskiej. Start do wszystkich z pozycji stojącej lub siedzącej. Skała jest dobrej jakości, lądowisko płaskie.

Ściana północna
1. Prosiaczek; 5
2. Puchatek; 5+
3. Dzieciństwo; 6c
4. Maleństwo; 5+

Trawers
1. Grande trawerse; 6b+
2. Bez nazwy; 5+
3. THC; 6b
4. J-23; 6b
5. Boa; 6b+
6. Cyc; 6a+
7. Oko; 5

Ściana zachodnia
1. Mono; 5
2. Lesio; 5
3. Sadło Lesia; 6b
4. Przez brzuszek; 6b+
5. Sadło świstaka; 6a

Ściana południowa
1. Covboy; 5+
2. Rodeo; 7a
3. Blondi; 7b
4. Ryzyk psychik; 7b+
5. Uwolnić orkę; 6b
6. Balala; 7b
7. Tralala 7b

Niską ścianką
1. Dzieci mówią kocham; 7a+
2. Bez nazwy; 6a[4].

## Szlaki turystyczne
Do Kamieni Brodzińskiego najłatwiej można dojść ścieżką od położonej przy drodze nr 966 restauracji „Zajazd pod Kamieniem” (10 min).
 Bochnia – Nowy Wiśnicz – Kamień-Grzyb – Kamienie Brodzińskiego – Rajbrot – Łopusze – Przełęcz Rozdziele – Widoma – góra Kamionna – Pasierbiecka Góra – Tymbark.
 tworząca zamknięta pętlę ścieżka dydaktyczna. Ma początek przy drodze nr 966, obok restauracji „Zajazd pod Kamieniem”.